# Arrowsmith, Illinois
Arrowsmith är en ort i McLean County i delstaten Illinois, USA.